# فرد میر (کشتی‌گیر)
فرد میر (انگلیسی: Fred Meyer; ۱۷ مهٔ ۱۹۰۰ – ۱۲ مارس ۱۹۸۳) کشتی‌گیر اهل ایالات متحده آمریکا بود.